# ドント・ストップ・ミー・ナウ
「ドント・ストップ・ミー・ナウ」（Don't Stop Me Now）は、イギリスのロックバンド、クイーンが1978年に発表した楽曲。フレディ・マーキュリーによって作詞作曲された楽曲で、7作目のオリジナル・アルバム『ジャズ』の12曲目に収録されている。
本作はマーキュリーのピアノの演奏を主体とし、ジョン・ディーコンのベースとロジャー・テイラーのドラムスによってバッキング・トラックが構成されており、クイーンの特徴ともいえるハーモニー・ボーカルも含まれている。その一方で、ブライアン・メイによるギターのパートはギターソロまで一切なく、その後も僅かに音が確認できるだけである。

## 評価・曲の構成
1979年にシングル・カットされ、全英シングルチャートでは最高位9位、ニュージーランドでは最高位14位に入っていたが、アメリカのBillboard Hot 100では最高位86位と低かった。しかし、発売後さまざまなCMや映画、テレビ番組に使用され、ローリング・ストーン誌が2014年に発表した「10 Greatest Queen Songs」では読者投票で3位にランクインし、2018年1月5日付の全英ロック & メタルシングルチャートでは最高1位を獲得し、クイーンで人気のある楽曲の1つとなった。
前述のとおり、ブライアン・メイによるギターのパートが少ない楽曲で、またメイは本作について「フレディの薬物中毒をはじめとした人生における有害な時期と関係している」という理由から好意的ではないが、2011年に再発された収録アルバム『ジャズ』には、ボーナス・トラックとして、「Don't Stop Me Now (With Long-Lost Guitars)」と題されたカットされたギター・パートを含んだ別テイクの音源が収録され、2018年に公開された映画『ボヘミアン・ラプソディ』では、メイによって新たにギター・トラックが加えられた音源が使用されている。

## ミュージック・ビデオ
ミュージック・ビデオも製作され、DVD『グレイテスト・ビデオ・ヒッツ1』などで視聴することができる。監督はJ・クリーベンスタイン。映像は1979年1月26日にベルギー・ブリュッセル郊外のフォレに所在するフォレスト・ナショナルで行われた同日コンサートの開始前に撮影されたもので、音源はスタジオ音源に差し替えられている。クイーンのYouTube公式チャンネルでは、本作の日本語訳を載せたミュージック・ビデオも公開されている。
2019年7月23日時点で、ミュージック・ビデオの総再生回数は4.9億回を記録している。

## ライブでの演奏
この曲は、クイーンの1978年から1979年の「Jazz Tour」や1979年の「Crazy Tour」で演奏された。そのため、ライヴ・アルバム『ライヴ・キラーズ』にも収録されている。
前述のとおり、スタジオ録音ではギターソロ以外でギターが使用されていないが、ライブでは全編にわたってブライアンによるリズムギターが入っている。
クイーン+アダム・ランバートのライブでも度々演奏されている。2023年の紅白歌合戦でもクイーン+アダム・ランバートのライブ演奏が披露された。

## シングル収録曲
イギリス盤
1. ドント・ストップ・ミー・ナウ - Don't Stop Me Now (Mercury)
2. セヴン・デイズ - In Only Seven Days (Deacon)

アメリカ盤・日本盤
1. ドント・ストップ・ミー・ナウ - Don't Stop Me Now (Mercury)
2. モア・オブ・ザット・ジャズ - More of That Jazz (Taylor)

ソ連盤
1. ジェラシー - Jealousy (Mercury)
2. ドント・ストップ・ミー・ナウ - Don't Stop Me Now (Mercury)

8cmCD盤 (日本のみ)
1. ドント・ストップ・ミー・ナウ - Don't Stop Me Now (Mercury)
2. レット・ミー・リヴ - Let Me Live (Queen)

## 演奏
※出典
- フレディ・マーキュリー - リード・ボーカル、バッキング・ボーカル、ピアノ
- ブライアン・メイ - エレクトリック・ギター、バッキング・ボーカル
- ロジャー・テイラー - ドラム、パーカッション、タンバリン、トライアングル、バッキング・ボーカル
- ジョン・ディーコン - ベースギター

## チャート成績

### 週間チャート
| チャート                                    | 最高位 | 年     |
| ------------------------------------------- | ------ | ------ |
| ベルギー (Ultratop 50 Flanders)             | 23     | 1979年 |
| ドイツ (GfK Entertainment charts)           | 35     | 1979年 |
| アイルランド (IRMA)                         | 10     | 1979年 |
| オランダ (Dutch Top 40)                     | 14     | 1979年 |
| オランダ (Single Top 100)                   | 16     | 1979年 |
| UK シングルス (OCC)                         | 9      | 1979年 |
| US Billboard Hot 100                        | 86     | 1979年 |
| スウェーデン (Sverigetopplistan)            | 37     | 2009年 |
| Portugal Digital Songs (Billboard)          | 7      | 2014年 |
| フランス (SNEP)                             | 53     | 2017年 |
| オーストラリア (ARIA)                       | 53     | 2018年 |
| オーストリア (Ö3 Austria Top 40)            | 38     | 2018年 |
| チェコ (Singles Digitál Top 100)            | 13     | 2018年 |
| ハンガリー (Single Top 40)                  | 15     | 2018年 |
| 日本 (Japan Hot 100)                        | 37     | 2018年 |
| オランダ (Single Top 100)                   | 97     | 2018年 |
| ポルトガル (AFP)                            | 65     | 2018年 |
| スロバキア (Singles Digitál Top 100)        | 27     | 2018年 |
| スペイン (PROMUSICAE)                       | 84     | 2018年 |
| スイス (Schweizer Hitparade)                | 52     | 2018年 |
| UK ロック・アンド・メタル (OCC)             | 1      | 2018年 |
| US Hot Rock & Alternative Songs (Billboard) | 7      | 2018年 |
| 日本 (Japan Hot 100)                        | 32     | 2019年 |

### 年間チャート
| チャート (2019年)                    | 順位 |
| ------------------------------------ | ---- |
| UK Singles (Official Charts Company) | 99   |

### ドント・ストップ・ミー・ナウ...リヴィジテッド
| チャート (2019年)                           | 最高位 |
| ------------------------------------------- | ------ |
| US Hot Rock & Alternative Songs (Billboard) | 35     |

## 認定
| 国/地域                          | 認定        | 認定/売上数 |
| -------------------------------- | ----------- | ----------- |
| イタリア (FIMI)                  | 3× Platinum | 150,000     |
| イギリス (BPI)                   | 2× Platinum | 1,200,000   |
| アメリカ合衆国 (RIAA)            | Platinum    | 1,000,000   |
| 認定のみに基づく売上数と再生回数 |             |             |

## 楽曲の使用

### 映画
- 『ザ・ライダー』[注釈 2]（1984年）挿入歌
- 『ショーン・オブ・ザ・デッド』（2004年）挿入歌[47]
- 『ハードコア』（2015年）挿入歌
- 『ボヘミアン・ラプソディ』（2018年）エンディングテーマ（前述のとおり、録り直したギターのトラックを追加した音源）、エンドクレジットでは本作のミュージック・ビデオが流れる。
- 『ゲーム・ナイト』（2018年） 挿入歌
- 『シャザム!』（2019年）挿入歌[48]
- 『ソニック・ザ・ムービー』（2020年）挿入歌[49]

### CM
- コスモ石油「スーパーマグナム」「RIO」（1992年）
- ノエビア ブルーインパルス編（1996年）
- ダイハツ「ムーヴ」（2000年）
- キリンビバレッジ「NUDA」[注釈 3]（2006年）
- イヴェコ「S-WAY」[51]（2019年）
- 東海旅客鉄道 「東海道新幹線 N700S『その先の、笑顔へ。』篇、『Don't Stop JAPAN』篇 」[52][53]（2020年）
- リクルート「リクルートダイレクトスカウト」[54]（2021年）
- アドビ「Premiere Pro」（2021年-）

### その他
2011年9月5日、フレディ・マーキュリー生誕65周年を記念したGoogleのロゴが公開された。このロゴには再生ボタンが設定されており、本作を用いたアニメーションを再生することができる。
宝塚歌劇団やOSK日本歌劇団では、日本語の歌詞に替えてレビューで使用された事もある。
2023年6月4日（イギリスの現地時間）、お笑いタレントのとにかく明るい安村が英国のオーディション番組「ブリテンズ・ゴット・タレント（BGT）」でこの曲を使ったネタを披露した。

## 収録アルバム
- ジャズ
- ライヴ・キラーズ
- グレイテスト・ヒッツ
- クイーン・イン・ヴィジョン
- クイーン・イン・ヴィジョン 2008 〜グレイテストTV&ムーヴィー・ヒッツ〜
- ボヘミアン・ラプソディ (オリジナル・サウンドトラック)（...revisited）

## カバー・バージョン
- 西城秀樹 - 1979年に発売のライブ・アルバム『BIG GAME'79 HIDEKI』に収録。
- ヴァンダルズ - 2004年に発売のアルバム『Hollywood Potato Chip』に収録。
- マンハッタン・ジャズ・クインテット - 2005年に発売。
- マクフライ - 2006年7月29日付の全英シングルチャートで1位を獲得。「Sport Relief 2006」の公式テーマソングに起用された。
- 東京スカパラダイスオーケストラ - 2007年放送のNUDAのCM内でスカ風にアレンジしたバージョンを披露している。